# Audun Øfsti
Audun Øfsti (* 31. August 1938; † 16. November 2024) war ein norwegischer Philosoph, zu dessen Hauptthemen Wissenschaftstheorie, Transzendentalpragmatik und praktische Philosophie gehören. Bekannt wurde er insbesondere durch Arbeiten zur Spätphilosophie Ludwig Wittgensteins.

## Biographie
Øfsti studierte Philosophie, Mathematik und Physik an der Universität Oslo und forschte als Alexander-von-Humboldt-Stipendiat an der Universität Saarbrücken bei seinem wichtigsten Lehrer Karl-Otto Apel. In der Folge führten ihn verschiedene Projekte und Gastprofessuren immer wieder nach Deutschland, so war er etwa im Jahre 1992 Gastprofessor an der Universität Frankfurt und 1997 an der Universität Aachen. 
Danach arbeitete Øfsti als Professor für Philosophie an der Technisch-naturwissenschaftlichen Universität Norwegens (NTNU) in Trondheim.

## Veröffentlichungen (Auswahl)
- Sprache und Vernunft (1975)
- Wissenschaftstheorie und Transzendentalphilosophie (1980)
- Abwandlungen. Essays zur Sprachphilosophie und Wissenschaftstheorie, Königshausen und Neumann, Würzburg 1994, ISBN 3-88479-925-8

Darüber hinaus erschienen zahlreiche Essays und Aufsätze in verschiedenen wissenschaftlichen Zeitschriften und Sammelbänden.